# Karłowo (gmina)
Karłowo (bułg. Община Карлово) – gmina w środkowej Bułgarii, w obwodzie Płowdiw.

## Miejscowości
Miejscowości wchodzące w skład gminy Karłowo:
- Banja (bułg. Баня),
- Begunci (bułg. Бегунци),
- Bogdan (bułg. Богдан),
- Christo Danowo (bułg. Христо Даново),
- Domlan (bułg. Домлян),
- Dybene (bułg. Дъбене),
- Gorni Domljan (bułg. Горни Домлян),
- Iganowo (bułg. Иганово),
- Kałofer (bułg. Калофер),
- Karawełowo (bułg. Каравелово),
- Karłowo (bułg. Карлово) – siedziba gminy,
- Kliment (bułg. Климент),
- Klisura (bułg. Клисура),
- Kurtowo (bułg. Куртово),
- Kyrnare (bułg. Кърнаре),
- Marino pole (bułg. Марино поле),
- Moskowec (bułg. Московец),
- Mraczenik (bułg. Мраченик),
- Pewcite (bułg. Певците),
- Prołom (bułg. Пролом),
- Rozino (bułg. Розино),
- Słatina (bułg. Слатина),
- Sokolica (bułg. Соколица),
- Stoletowo (bułg. Столетово),
- Wasił Lewski (bułg. Васил Левски),
- Wedrare (bułg. Ведраре),
- Wojnjagowo (bułg. Войнягово).